# Triumph Spitfire
Triumph Spitfire je roadster, vyráběný britskou automobilkou Triumph Motor Company v letech 1962 až 1980 v mnoha verzích.

## Vznik
V roce 1956 firma Standard-Triumph, jak se v té době jmenovala, začala s vývojem zcela nového uzavřeného vozu. Vzhledem k nedostatku výrobní kapacity pro samonosnou karosérii se návrháři rozhodli pro konstrukci s oddělenou karosérií a podvozkem. To kromě jiného umožnilo firmě vyrábět bez vysokých nákladů a bez nutnosti změn na výrobní lince různé varianty karoserie na společném základě. Vůz se na trh dostal v roce 1959 pod názvem Herald.
V roce 1958 se na trh dostal konkurenční malý sportovní roadster Austin-Healey Sprite navržený Donaldem Healeym, který okamžitě vzbudil zájem, což samozřejmě neuniklo obchodníkům Triumphu. Firma tedy začala s vývojem nového otevřeného sportovního vozu, který měl být lepší než Sprite. První prototyp na základě Heraldu byl pojmenován „Bomba“ a vytvořil jej v roce 1958 italský návrhář Giovanni Michelotti.
Na jaře 1960 šly prodeje na domácím trhu dramaticky dolů a v listopadu se zjistilo, že se firma dostala do červených čísel. V té době se výrobce nákladních vozů a autobusů Leyland poohlížel po možnosti expanze na automobilovém trhu a ekonomicky slabý Standard-Triumph se tak stal snadným cílem. Ještě v prosinci Leyland firmu ovládl a v průběhu dubna 1961 již převzal plnou kontrolu.
V průběhu převzetí byl projekt „Bomba“ pozastaven a prototyp byl kdesi v koutě konstrukční kanceláře, kde jej v polovině roku 1961 objevil ředitel Leylandu. Tomu se zalíbil a dal projektu opět zelenou.
Triumph Spitfire, jak byl vůz nakonec pojmenován, byl zkonstruován na zkráceném páteřovém podvozku Triumphu Herald bez bočních členů. To umožnilo návrhářům vůz značně snížit a posadit sedačky zcela na kraj podvozku. Vzhledem k chybějícím bočním členům musely být zesíleny prahy. Konstruktéři také zohlednili výtky k nedostatečné tuhosti šroubované karosérie Heraldu a Spitfire dostal karosérii svařovanou, připevněnou k podvozku dvanácti šrouby. Praktická vlastnost kapoty Heraldu, která se otevírala vpřed i s blatníky a poskytovala tak skvělý přístup k motoru a přední nápravě, zůstala zachována i u Spitfiru (dobová reklama znázorňovala  znuděnou slečnu a šest gentlemanů pod kapotou).
Triumph si dával dobrý pozor, aby byl vůz lepší než Austin Healey Sprite, prakticky ve všech ohledech. Poskytoval více místa pro nohy, měl stahovací okna, širší kabinu, prostor na zavazadla za sedačkami, mohl být vybaven overdrivem a samozřejmě měl skvěle přístupný motorový prostor.
Veřejnosti byl vůz představen v říjnu 1962 na londýnské Motor Show pod jménem Spitfire, které si vypůjčil od legendární stíhačky navržené ve třicátých letech.
Cena prvního modelu Spitfire 4 (4 – podle čtyřválcového motoru) byla stanovena na 641 liber, což bylo o 54 více než u Spritu. Díky tomu, že to byl na svou dobu dobře vybavený lehký a hbitý sportovní vůz (z dnešního pohledu sice zrychlení z 0 na 100 km/h za 17s není příliš, ale psal se rok 1962), prodával se poměrně dobře nejen v Evropě, ale i ve Spojených státech a stal se levnější variantou k tehdy již populárnímu výkonnějšímu modelu TR4. První verze bylo vyrobeno 45 tisíc kusů.
V roce 1964 představil konkurenční BMC nový Austin Healey Sprite a MG Midget a jako odpověď na úspěšný Spitfire je vybavil stahovacími okny a kufrem. V březnu 1965 odpověděl Standard-Triumph inovovaným Spitfirem Mk2 s výkonnějším motorem (67k místo 63k) vybaveným novými svody a ventilovým rozvodem. Na podlaze se v kabině místo gumového potahu objevily koberce a odkrytý plech na vnitřní straně dveří zakrylo nové obložení. Mk2 bylo vyrobeno 37 tisíc kusů.
Od roku 1966 se pod názvem Triumph GT6 začala vyrábět i od Spitfiru odvozená verze s pevnou střechou, jež byla vybavena silnějším dvoulitrovým šestiválcem.
Další vylepšení přišla na řadu na začátku roku 1967 ve voze označeném Mk3. Na první pohled si bylo možno všimnout nárazníku, který se přestěhoval mnohem výše, což si vyžádala americká bezpečnostní legislativa. Nejdůležitější změnou byl nový motor o obsahu 1296 cm³, který dával výkon 75k. Dále dostal vůz lepší brzdy, lepší volant, dřevěnou palubní desku a nové sedačky. Díky sílícím požadavkům zákazníků dostal Spitfire Mk3 také vylepšenou konstrukci střechy, kterou nebylo už nutno skládat do kufru. Této verze bylo vyrobeno 67 tisíc kusů.
V lednu 1968 převzal majitel Triumphu Leyland Motors kontrolu nad British Motor Holdings, pod jehož křídla spadal i Jaguar, Daimler a celá BMC včetně značek Austin, Morris a MG. Celá firma pak byla překřtěna na British Leyland. Jedním z důsledků bylo to, že se pod jednu střechu dostaly konkurenční vozy Triumph Spitfire, MG Midget a Austin-Healey Sprite.
V roce 1970 byla výrazně upravena karosérie Spitfiru. Kapota nového modelu MkIV byla vyčištěna od ozdobných lišt vrchu a chromovaných obrouček kolem světel. Dále dostala černou plastovou mřížku a spodek nárazníku. Na dveřích se objevily modernější kliky, zvětšilo se zaoblení oblouků nad zadními koly, o 5 cm se zvýšilo přední okno, jehož rám se stal součástí konstrukce a nebylo jej možno již demontovat. Zadní partie byla upravena ve stylu modelů jako Stag a 2000 Saloon. Zadní nárazník byl jednodílný místo děleného jako u předchozích typů. Sluneční clony, bezpečnostní pásy a topení se již nenabízely jako volitelná výbava, ale byly standardní.
Motor byl sice stejný jako u Mk3, ale v zájmu sjednocení výroby byly použity ojnice ze šestiválcových modelů. Deklarovaný nižší výkon 63k nebyl důsledkem změn v konstrukci motoru, ale byl způsoben přechodem od anglického na německé hodnocení podle DIN – fakticky byl však výkon totožný jako u Mk3. Přesto byl MkIV pomalejší díky zvýšené hmotnosti a jinému zpřevodování.
Dva roky před ukončením výroby MkIV byl uveden pro americký trh ještě motor o obsahu 1493 cm³ s karburátorem Zenith Stromberg. V roce 1974 byl tento motor s výkonem 71k uveden i na ostatní trhy v modelu pojmenovaném Spitfire 1500. Ten byl v průběhu výroby ještě několikrát lehce modifikován a dostal tak nové stěrače, chromované kliky dveří, černá zrcátka atd. Do velkých akcí se již British Leyland s modelem Spitfire nepouštěl. Původně se jej chystal udržet ve výrobě do roku 1982, ale kalifornské emisní limity a skutečnost, že se nadpoloviční většina produkce v Kalifornii prodávala, způsobily konec Spitfiru již v roce 1980. Poslední vyrobený žlutý Spitfire ze srpna 1980 byl převezen rovnou do muzea British Motor Heritage v Gaydonu.
V průběhu osmdesátých let měl British Leyland problémy s nízkou kvalitou vozů Triumph, se špatným vedením a špatně motivovanými zaměstnanci a nové vozy jako Triumph TR7 trpěly mnoha nedostatky. Jméno Triumph se naposledy objevilo na voze Acclaim, což byla v podstatě Honda Ballade založená na druhé generaci platformy Civic. V roce 1984 se nakonec značka Triumph vytratila z trhu úplně.
Za 18 let, po které se Triumph Spitfire vyráběl, jich bylo vyrobeno přes 314 tisíc.